# 김주엽 (축구 선수)
김주엽(金柱燁, 2000년 4월 15일 ~ )은 대한민국의 축구 선수로 포지션은 오른쪽 풀백, 오른쪽 윙어, 왼쪽 풀백이며 현재 K리그2 전남 드래곤즈 소속이다.

## 클럽 경력
김주엽은 보인고등학교 축구부 출신으로, K리그2 2019 시즌을 앞두고 수원 FC와 프로 계약을 체결하였다.
2021 시즌을 앞두고 K3리그의 대전 한국철도 축구단으로 임대 이적했다.